# Ritratto di Friedericke Maria Beer
Il Ritratto di Friedericke Maria Beer  è un dipinto di Gustav Klimt, pieno di elementi di esotismo, giapponismo e simbolismo.

## Descrizione
Ritratto del 1916 in pieno stile “periodo fiorito” di Gustav Klimt, che, influenzato da artisti come Van Gogh, Matisse e Toulouse-Lautrec nonché dagli espressionisti viennesi della Wiener Secession quali Egon Schiele e Oskar Kokoschka, ricerca una nuova modalità espressiva.
Il dipinto si apre con una conturbante figura femminile in posizione frontale, che invita l'osservatore a guardarla. Il suo viso è simmetrico con sguardo vago e tranquillo, sovrastato da sopracciglia e capelli corvini a contrasto con il roseo delle guancia e del rossetto sulle labbra. Indossa un abito originale e colorato, fatto realizzare dai "laboratorio viennese" proprio per la posa al dipinto dal designer Eduard Josef Wisgrill (1882-1961). 
Lo sfondo del ritratto è suddiviso in due parti, quella superiore con un paravento orientale che propone una scene di combattimenti a cavallo tratti da un vaso coreano di proprietà di Klimt, chiaro riferimento alla Prima Guerra Mondiale; lo scomparto inferiore è dato da un tappeto cinese dalle tonalità delicate. 

Dipinto di Friedericke Maria Beer realizzato da Egon Schiele, 1914. La modella è perturbante nella sua cerebrale drammaticità, stato che non viene attenuato ne' dallo sfondo monocromatico ne' dagli sgargianti colori del suo abito.

La feroce attività dei guerrieri risultano essere in netto contrasto con la serena docilità del soggetto dipinto.

## La modella
Friederike Maria Beer conosciuta anche col nome Federica Beer-Monti è stata la musa cosmopolita austriaco-americana di noti artisti e galleristi.

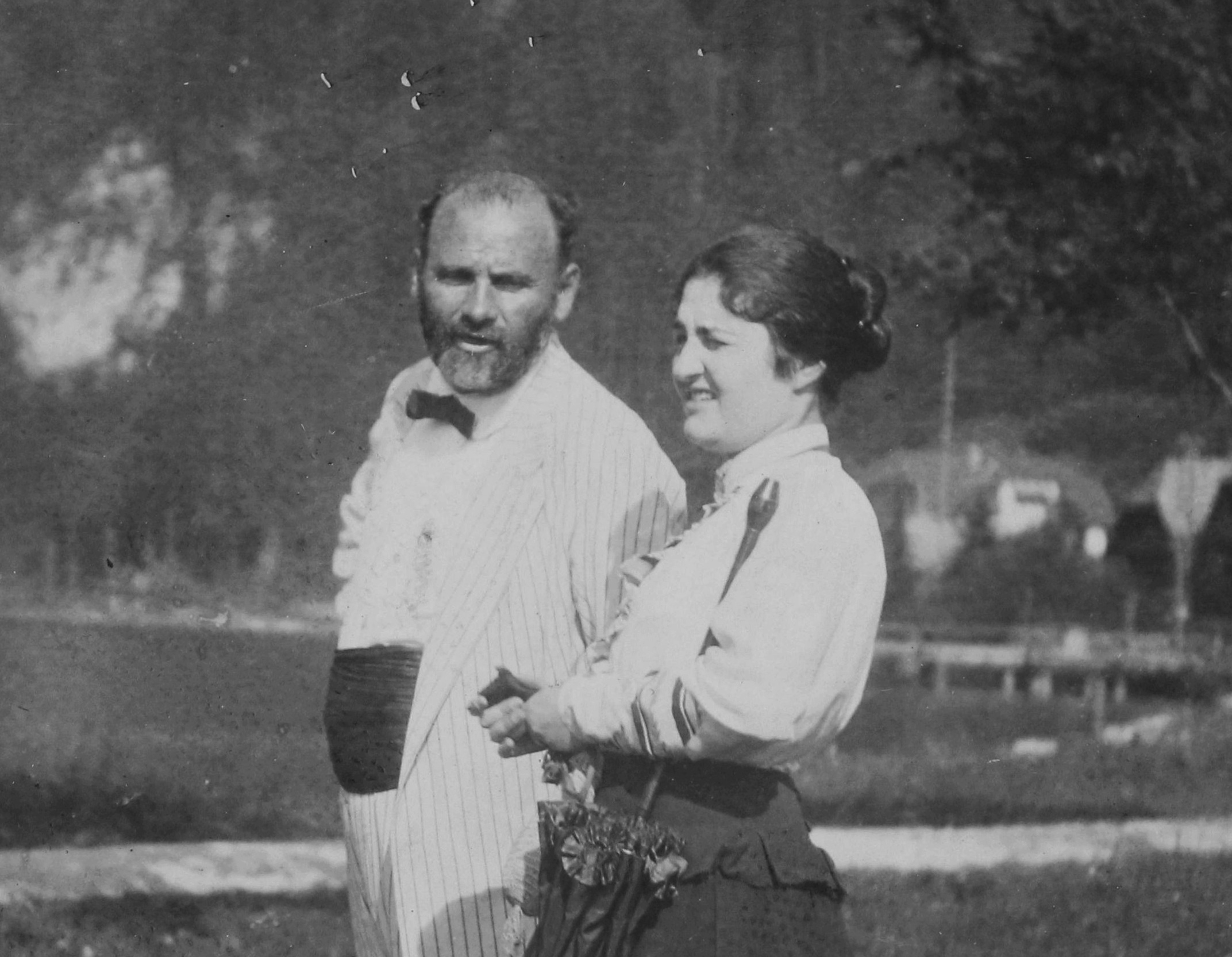
Friedericke Maria Beer e Gustav Klimt in una fotografia del 1915 circa.

Friederike nacque a Vienna il 27 gennaio del 1891. Era la figlia del commerciante ebreo Emil Beer (1861–1908) e di sua moglie Isabella Geissler(1866–1959), nipote dell'arcivescovo di Salisburgo Franz Albert Eder. Dopo la morte prematura di Emil, Isabella divenne proprietaria del “Kaiserbar” a Vienna, luogo che negli anni '20 divenne punto di ritrovo degli artisti viennesi.
Friederike, detta “Fritzi”, prese lezioni di recitazione e divenne presto modella per gli abiti della Wiener Werkstätte. Da sempre amica del pittore Hans Böhler (1884-1961), fu da lui dipinta svariate volte. Nel 1912, Böhler fece allestire a Josef Hoffmann un appartamento in cui vissero insieme allungo. In compagnia di Böhler, Fritzi incontrò molti altri artisti. Nel 1914 posò per Egon Schiele, l'anno dopo per Klim, mentre il ritratto pianificato di Oskar Kokoschka non venne realizzato a causa della Prima Guerra Mondiale. Dal 1918 in poi, fu incaricata di stampare e organizzare i disegni postumi di Gustav Klimt presso la Galleria Gustav Nebehay(1881-1935) di Vienna.

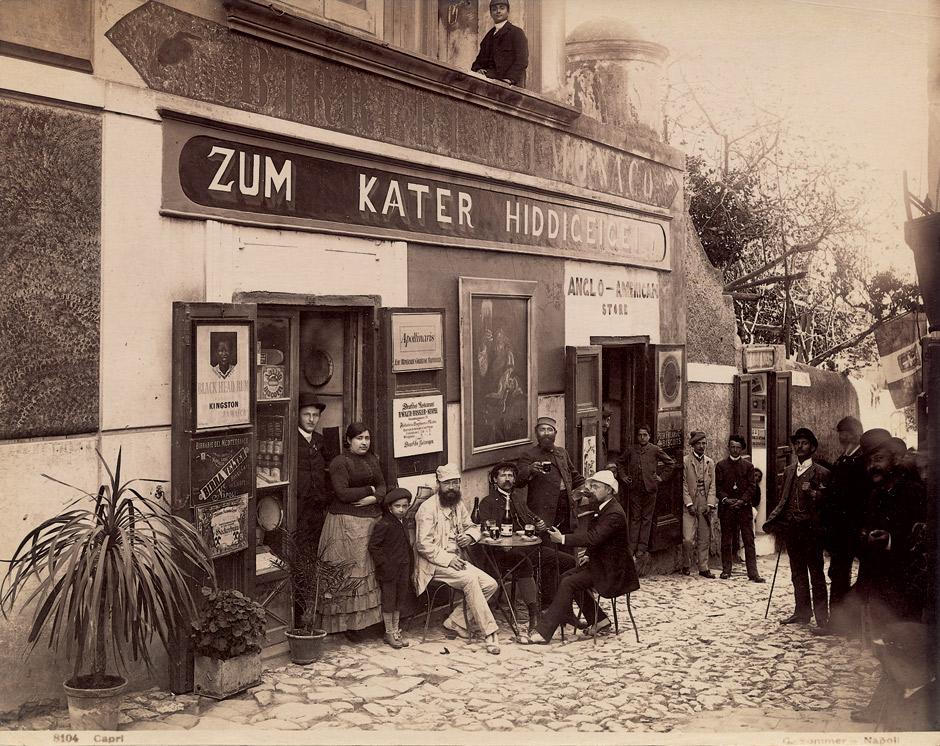
Il bar Zum Kater Hiddigeigei di Capri, 1886.

Dopo la fine della sua relazione con Böhler, a metà degli anni '20, Fritzi sposò Emanuele Monti, capitano di marina italiano. Con lui visse quattro anni sull'isola di Procida e per un periodo gestį il caffè d'artista “Zum Kater Hiddigeigi” a Capri. Dopo il divorzio da Monti, tornò a lavorare nel bar di famiglia a Vienna. Nel 1932 incontrò lo storico dell'arte americano Hugh Sylvan Stix (1907-1992), con il quale tra il 1935 e il 1936 emigrò negli Stati Uniti. Di lì a poco, fu a capo della “Galleria degli Artisti” fondata da Stix nel 1936, un'organizzazione artistica che scopriva e promuoveva artisti americani tra cui Willem de Kooning, Louis Eilshemius e molti altri. Diresse la galleria fino al 1962.
Chiamata ormai Federica Beer-Monti, da gallerista aiutò molti artisti austriaci a emigrare negli Stati Uniti in fuga dai nazisti. Con la morte del suo grande amico Hans Böhler, nel 1961, si occupò della sua tenuta e sui beni per molto tempo. Durante gli ultimi anni '60, vendette le sue opere di Klimt, Böhler e Schiele alla Marlborough Fine Art Gallery di Londra
Nel 1970 si trasferì alle Hawaii, dove si suicidò il 12 luglio 1980 all'età di 89 anni. Fu sepellita nel Zentralfriedhof di Vienna.

## Galleria d'immagini
Alcuni studi preparatori di Gustav Klimt per il dipinto di Friedericke Maria Beer, a matita su carta.

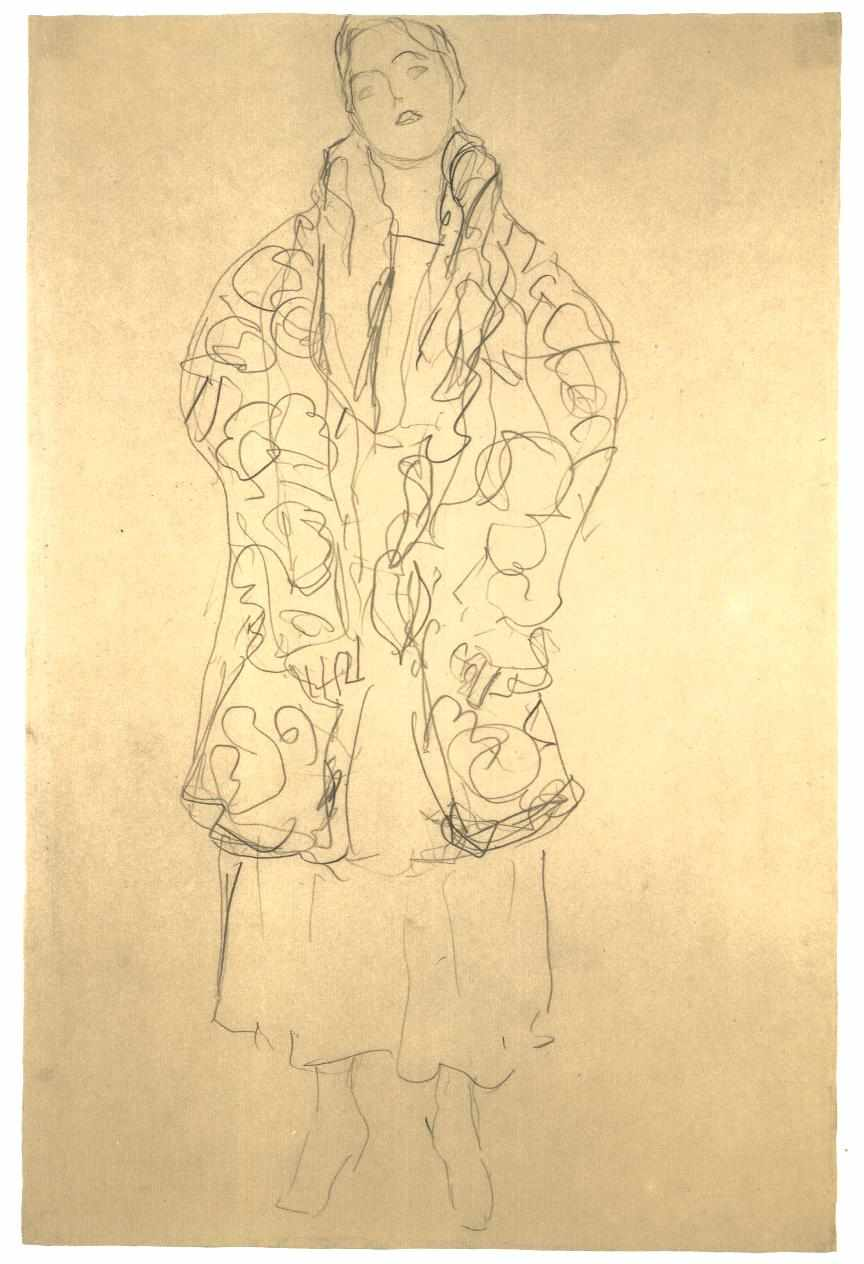
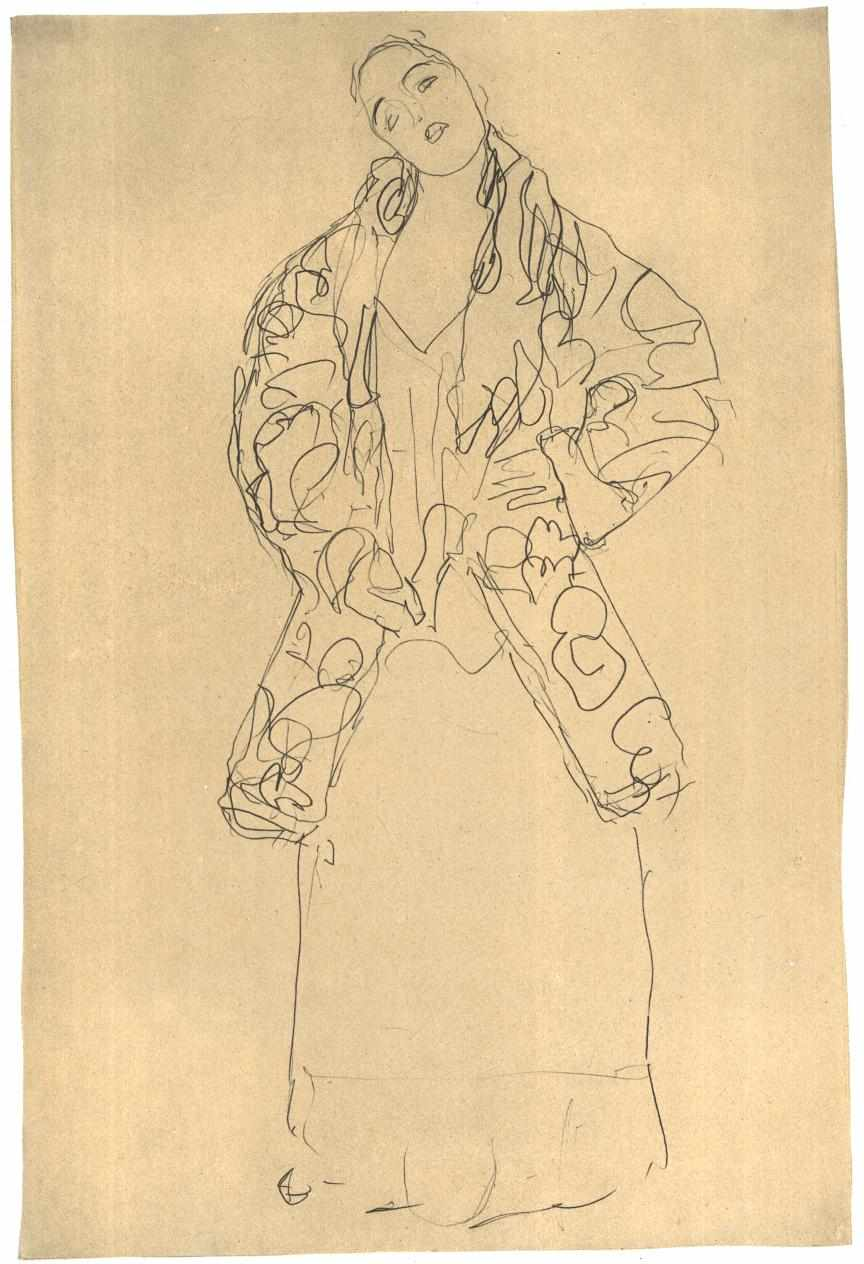
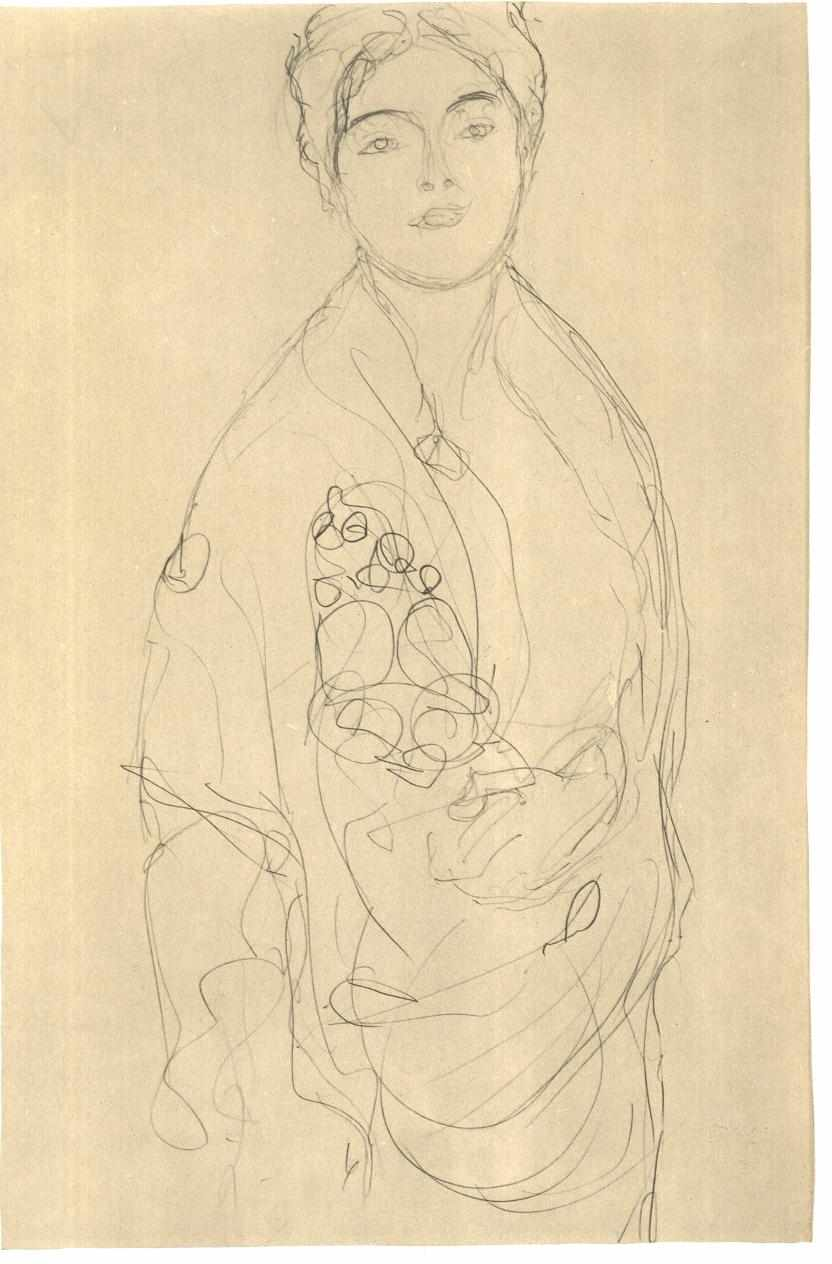